# Station Dommartin - Remiencourt
Station Dommartin - Remiencourt is een spoorwegstation in de Franse gemeente Dommartin.